# 传质
质量传递（mass transfer）又称物质传递、質量傳送，简称传质或质传，是体系中的物质在浓度差、温度差、压力差、电位差等推动力作用下，从一处转移到另一处的过程。

## 分类
传质分为相内传质和相际传质两类，前者发生在同一个相内，后者则涉及不同的两相。
若以輸送物質分子的程序分類，可分為擴散及對流兩大類；其中擴散又可細分為普通擴散、壓力擴散、強制擴散及熱擴散（由濃度差、溫度差、壓力差、电位差及外力差造成），而對流又可分為自由對流及強制對流（由密度差及外力差所造成）。質傳最常見的是因濃度差而引起之普通擴散。
体系中由于熵自动向最大值移动，即趋向均匀，如果各部分温度不均匀，会趋向一个平均温度，如果浓度不均匀，也会趋向一个平均浓度，但浓度的传递常发生在流体中间，可以是两种流体之间，也可以是一种流体和固体之间传质（如萃取），固体间也可以发生传质，如固相反应中存在扩散过程，但传质速率远低于在流体中的传质。

## 化学化工
在化学工业中，一般应用的是气-液系统；液-液系统和固-液系统之间的传质过程。化工上常見的質傳操作有：萃取、蒸餾、氣體吸收、結晶、乾燥、增濕及除濕等。
在电化学中，常常考虑溶液间的物质传递过程，传质过程除了扩散和对流，还包括电迁移过程。

## 环境工程
在环境工程上常見的質傳操作有：氣體吸收塔、洗滌塔等。

## 天文物理學
在天文物理學，質量轉移（傳質）是受到重力約束的物質，通常是一顆恆星，充滿了它的洛希瓣並受到另一個天體的重力約束，通常是它的伴星（白矮星、中子星或黑洞），並且吸積進入其伴星的過程。這在聯星系統是很常見的現象，並且可能在一些超新星和脈衝星的類型中扮演重要的角色。